# Język sepa-teluti
Język sepa-teluti – język austronezyjski używany w prowincji Moluki w Indonezji, przez grupę ludności na wyspie Seram (południowy fragment). Według danych z 1989 roku posługuje się nim blisko 20 tys. osób.
Publikacje Ethnologue i Atlas bahasa tanah Maluku klasyfikują jego dwa główne dialekty (sepa i teluti/sou nama) jako odrębne języki. W niektórych innych publikacjach mowa o jednym języku sepa-teluti. Dialekt wioski Tamilouw (w pobliżu Sepa) wykazuje z tymi dialektami jednakową zbieżność leksykalną na poziomie 75%, co sugeruje, że chodzi o sieć dialektów. 
W regionie częsta jest wielojęzyczność. W latach 80. XX w. odnotowano, że sepa-teluti bywa znany jako drugi język (wśród użytkowników nuaulu południowego, manusela i seti). Według analizy leksykostatystycznej z 1989 r. dialekty sepa i teluti nie są sobie szczególnie bliskie (podobieństwo słownikowe wynosi 70%), tym niemniej użytkownicy sepa deklarują znajomość teluti (co jest świadectwem dwujęzyczności bądź zjawiska wzajemnej zrozumiałości). 
W 2022 r. odnotowano, że młodsze pokolenie we wsi Sepa (zamieszkiwanej również przez grupy etniczne Cia-Cia i Nuaulu) posługuje się prawie wyłącznie malajskim ambońskim. Do zaniku rodzimego języka przyczyniły się małżeństwa mieszane. Procesowi temu sprzyja też obecność indonezyjskiego w roli języka narodowego.